# Yves Hellegouarch
Yves Hellegouarch (* 18. September 1936 in Angers; † 5. Februar 2022) war ein französischer Mathematiker, der sich mit Zahlentheorie befasste. Er war Professor an der Universität Caen.
Hellegouarch studierte ab 1957 an der École normale supérieure (Paris) mit dem Abschluss der Agrégation in Mathematik.
Hellegouarch führte 1969 die später nach Gerhard Frey benannten, aus den Lösungen der Fermatgleichung konstruierten elliptischen Kurven E(a,b):
{\displaystyle y^{2}=x(x-a^{p})(x-b^{p})}
über den rationalen Zahlen ein. Er zeigte auch, dass sie (bzw. ihre Torsionspunkte der Ordnung p) einige sehr spezielle Eigenschaften hatten. Hellegouarch hatte zuvor die rationalen Punkte endlicher Ordnung (Torsionspunkte) auf elliptischen Kurven untersucht und wie auch unabhängig Wadim Andrejewitsch Demjanenko erkannt, dass die Existenz eines Punktes der Ordnung {\displaystyle 2p^{2}} eine nichttriviale Lösung der Fermatgleichung p-ten Grades zur Folge hatte.
Gerhard Frey (der die Arbeiten von Hellegouarch kannte) erkannte 1986, dass sie ein Gegenbeispiel zur Taniyama-Shimura-Vermutung der Modularität elliptischer Kurven über den rationalen Zahlen waren, was von Ken Ribet bewiesen wurde, der dazu die von Jean-Pierre Serre zu diesem Zweck aufgestellte Epsilon-Vermutung bewies. Das war der Ausgangspunkt des Beweises von Andrew Wiles 1994.
Hellegouarch berichtete über die Kurven in einem Vortrag auf den Journées Arithmétiques de Bordeaux 1969 (nicht veröffentlicht), in einem Aufsatz in den Comptes Rendus Acad. Sci. 1971, ausführlich in seiner Dissertation an der Universität Besançon 1972 und in einem Aufsatz in Acta Arithmetica.
1997 schrieb er ein Buch über den mathematischen Hintergrund des Beweises der Fermatvermutung von Wiles. Weiter befasste er sich mit Drinfeld-Moduln.
Er war seit 1970 an der Universität Caen, an der er 2000 emeritiert wurde. Er lehrte auch an den Universitäten in Orsay, Besançon und Caen.
Er spielte Cello auf hohem Niveau und veröffentlichte auch über mathematische (zahlentheoretische) Aspekte von Tonleitern. Er studierte am Conservatoire national supérieur de musique et de danse de Paris (CNSM) und gewann einen ersten Preis in Cello und eine Medaille für Kammermusik.

## Schriften
- Invitation aux mathématiques de Fermat-Wiles, Paris, Masson 1997, 2. Auflage Dunod 2001
  - Englische Übersetzung: Invitation to the Mathematics of Fermat-Wiles, Academic Press 2002
- Fermat enfin démontré, Pour la Science, Februar 1996
- Points d'ordre fini des variétés abéliennes de dimension un,  Mémoires de la Société Mathématique de France, 25 (1971), 107–112, numdam
- Etude des points d'ordre fini des variétés abéliennes de dimension un définies sur un anneau principal, Journal für die Reine und Angewandte Mathematik, Band 244, 1970, S. 20–36